# Pitcairnia guzmanioides
Pitcairnia guzmanioides är en gräsväxtart som beskrevs av Lyman Bradford Smith. Pitcairnia guzmanioides ingår i släktet Pitcairnia och familjen Bromeliaceae. Inga underarter finns listade i Catalogue of Life.